# Белый театр (Хабаровск)

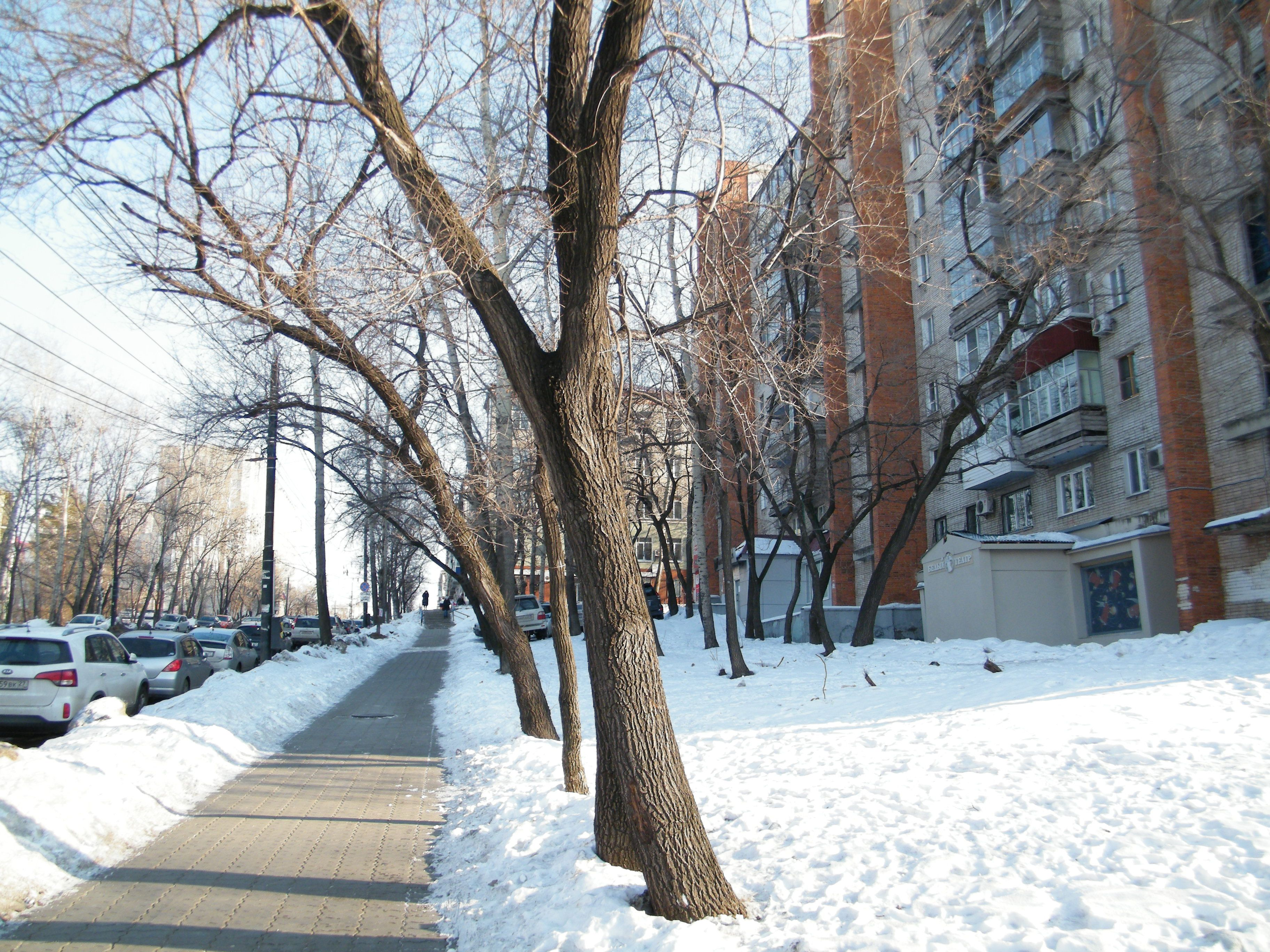
Хабаровск, ул. Шеронова, «Белый театр».

Белый театр — камерный театр в Хабаровске.

## История театра
Создан в Хабаровске в 1989 году режиссёром Аркадием Раскиным и группой актёров.
Небольшой камерный театр для интеллектуального зрителя.
Свободный театр.
Театр абсурда.
Театр минимализма.
Творческая мастерская.
Почему театр — белый?

«Он как белый лист бумаги, на котором актёры, режиссёры и художники могут творить с нуля».

«„Белый театр“ — это подлинно свободный театр, позволяющий себе трагическую роскошь жить в мире сомнений и вопросов, но никогда — готовых ответов. Театр этот не психологический. Его эстетика берет начало в ироничности, в веселом озорстве. Игра для актёров имеет не только театральный смысл, но и буквальный».

## Труппа театра
- Ольга Кузьмина — режиссёр, актриса[2].
- Андрей Трумба — художественный руководитель театра, актёр[4].
- Людмила Селезнёва — актриса.
- Роман Романович Романов — актёр, переводчик.
- Полина Трумба — веб-дизайнер.
- Дмитрий Колбин — актёр, шоумен, фотограф[4].
- Андрей Тен — художник[6].
- Евгения Колбина — актриса.
- Олеся Синько — актриса.

## Репертуар
- «Сказ о Максе-Емельяне» С. Кирсанова, охальщина
- «Чинзано в день рождения Смирновой» Л. Петрушевской, эксцентрические беседы
- «Оркестр и две детективные истории» Ж. Ануя
- «Король умирает» Э. Ионеско, многословный фарс, в котором субъект средствами абсурда дряхлеет и погружается в небытие вместе с объектом
- «Роза — это роза, это Роза» Мира Михаловска, театральный портрет в стиле кубизма
- «Раздетые» Жоана Казаса, экзерсисы просто так
- «Сто йен за услугу» Бэцуяку Минору, лирический анекдот
- «Урок», Эжена Ионеско, комическая драма
- «Сценарий для трёх актёров» Богуслава Шеффера, сцены из театральной жизни
- «Сцены из супружеской жизни» И. Бергмана, драма на диване[7]
- «Дзынь» Евгения Харитонова, как бы спектакль
- «Счастливые дни» С. Беккета, монологи о…!
- «Короткие истории» В. Набокова, свободное прочтение рассказов «Пассажир», «Знаки и символы», «Рождество»
- «Пейзаж» Г. Пинтера, драма
- «Контрабас» П. Зюскинда (моноспектакль), концертино для контрабаса с пивом[8]
- «Апокалипсис (Бог из камеры №)», Сиэна Екера
- «Джунгли». Экзистенциальные заморочки, Сиэна Екера[9]
- «Над водой смерти». Поиски невидимого, Сиэна Екера
- «Провинциальные беседы», именины в одном действии по произведениям авторов: А. П. Чехова, В. Ходасевича, С. Соколова, С. Довлатова, В. Ерофеева и А. С. Пушкина
- «Он и Она, то есть — Мужчина и Женщина», Тенесси Уильямса, репетиция
- «Концерт по заявкам», Франца Крёца, хроника одного самоубийства
- «24 раза „Да“, 24 раза „Нет“», Эжена Ионеско, этюд не этюд
- «По поводу мёртвого снега», Фёдора Достоевского, скверный анекдот Статья о спектакле.